# جان أنطوان شابتال

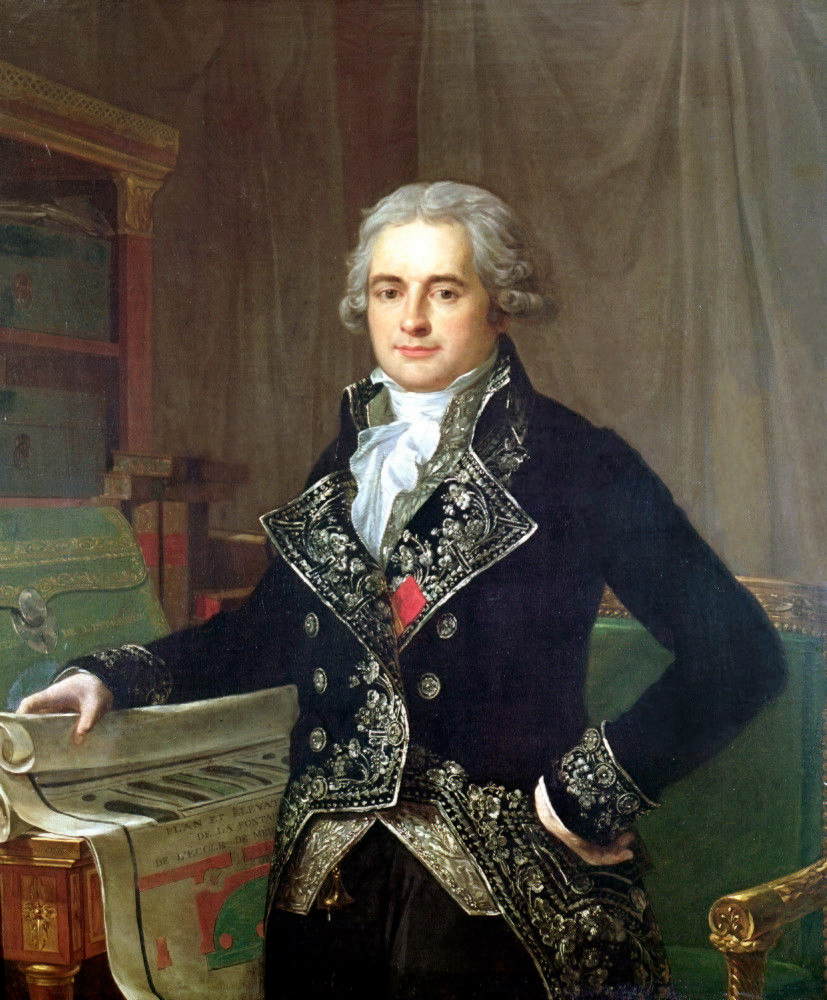
جان أنطوان شابتال

جان-أنطوان شابتال (بالفرنسية: Jean-Antoine Chaptal) هو كيميائي ورجل دولة فرنسي عاش بين 4 حزيران/يونيو 1756 - 30 تموز/يوليو 1832.
ينسب إلى شابتال ابتداعه تسمية نتروجين nitrogène بالنسبة للغاز الذي كان يسمى في الفرنسية آزوت. تعني كلمة نتروجين مولّد النتر، وذلك للإشارة إلى النتر، وهي المادة الكيميائية (نترات البوتاسيوم) التي كانت لازمة من أجل إنتاج حمض النتريك، والذي كان قد اكتشف أنه يحوي على غاز النتروجين.
كما ينسب إليه مصطلح شبتلة Chaptalization، وهي عملية إضافة السكر إلى عصير العنب غير المختمر من أجل زيادة نسبة الكحول في الخمر المنتج في النهاية.
شغل شابتال منصب وزير الشوؤن الداخلية، وقام بتأسيس مشفى باريس وغيره من المنشآت الصحية.